# Carl Hilt
Carl Hilt (auch: Karl Joseph Hilt; * 15. August 1835 in Simmern/Hunsrück; † 15. April 1888) war ein deutscher Bergbauingenieur. 

## Leben
Carl Hilt besuchte bis 1854 ein Gymnasium in Trier. Danach wechselte er in den Bergstaatsdienst. Sein Probejahr verbrachte er in Saarbrücken. Weitere Stationen seiner praktischen Ausbildung waren unter anderem das Erzgebirge, das Siegerland, Schlesien und Belgien. 1864, kurz nachdem er zum Bergassessor ernannt wurde, wurde er bereits Stellvertreter des Direktors der königlichen Steinkohlengrube Gerhard Prinz Wilhelm bei Saarbrücken. Deren Leitung übernahm er binnen Jahresfrist. 1870 schied Hilt aus dem Staatsdienst aus und wurde Spezialdirektor der Vereinigungsgesellschaft für Steinkohlenbau im Wurmrevier. Neben der optimalen Nutzung der einzelnen Kohlengruben sah er es als seine Aufgabe an, die Lebensumstände der Arbeiter zu verbessern. Er gründete einen Konsumverein, kümmerte sich erfolgreich um die Knappschaftskasse, ließ Industrieschulen einrichten und parzellierte das Grundeigentum der Vereinigungsgesellschaft zur Verpachtung an die Arbeiter. Er ließ über 260 Familienhäuser mit Garten errichten. Im technischen Bereich probierte er zahlreiche Neuerungen an den ihm unterstellten Grubenbetrieben aus. So saugte er die Schlagwetter von den Arbeitsorten ab und nutzte sie technisch.
Carl Hilt war Mitglied der Preußischen Schlagwetterkommission, Vorsitzender der Knappschafts-Berufsgenossenschaft und nichtständiges Mitglied des Reichsversicherungsamtes. Er gehörte seit 1870 dem Verein Deutscher Ingenieure (VDI) und dem Aachener Bezirksvereins des VDI an. Zeitweise saß er dem Aachener Bezirksverein vor. Er starb an den Folgen eines Schlaganfalls.
Die nach Hilt benannte Hiltsche Regel (auch Hiltsches Gesetz genannt) besagt, dass mit zunehmender Tiefe der Grad der Inkohlung zunimmt. Im Herzogenrather Stadtteil Kohlscheid gibt es zu Hilts Ehren die „Carl-Hilt-Straße“.